# Liste der Monuments historiques in Lantenne-Vertière
Die Liste der Monuments historiques in Lantenne-Vertière führt die Monuments historiques in der französischen Gemeinde Lantenne-Vertière auf.

## Liste der Objekte
| Bezeichnung                   | Beschreibung | Standort                                  | Kennzeichnung | Schutzstatus | Datum | Bild |
| ----------------------------- | --- | ----------------------------------------- | ------------- | ------------ | ----- | ---- |
| Zwei Skulpturen Betende Engel | Holz, vergoldet, 18. Jahrhundert | Lantenne, in der Kirche St-Laurent (Lage) | PM25000847    | Classé       | 1975  |      |
| Hauptaltar                    | Altartisch, Altaraufbau, Tabernakel, Retabel und Gemälde; Holz, farbig gefasst und vergoldet, Ölfarbe auf Leinwand, 18. Jahrhundert | Lantenne, in der Kirche St-Laurent (Lage) | PM25001701    | Classé       | 1975  |      |
| Glocke                        | Bronze, 1773 gegossen | Lantenne, in der Kirche St-Laurent (Lage) | PM25000846    | Classé       | 1942  |      |